# Tortoise (band)

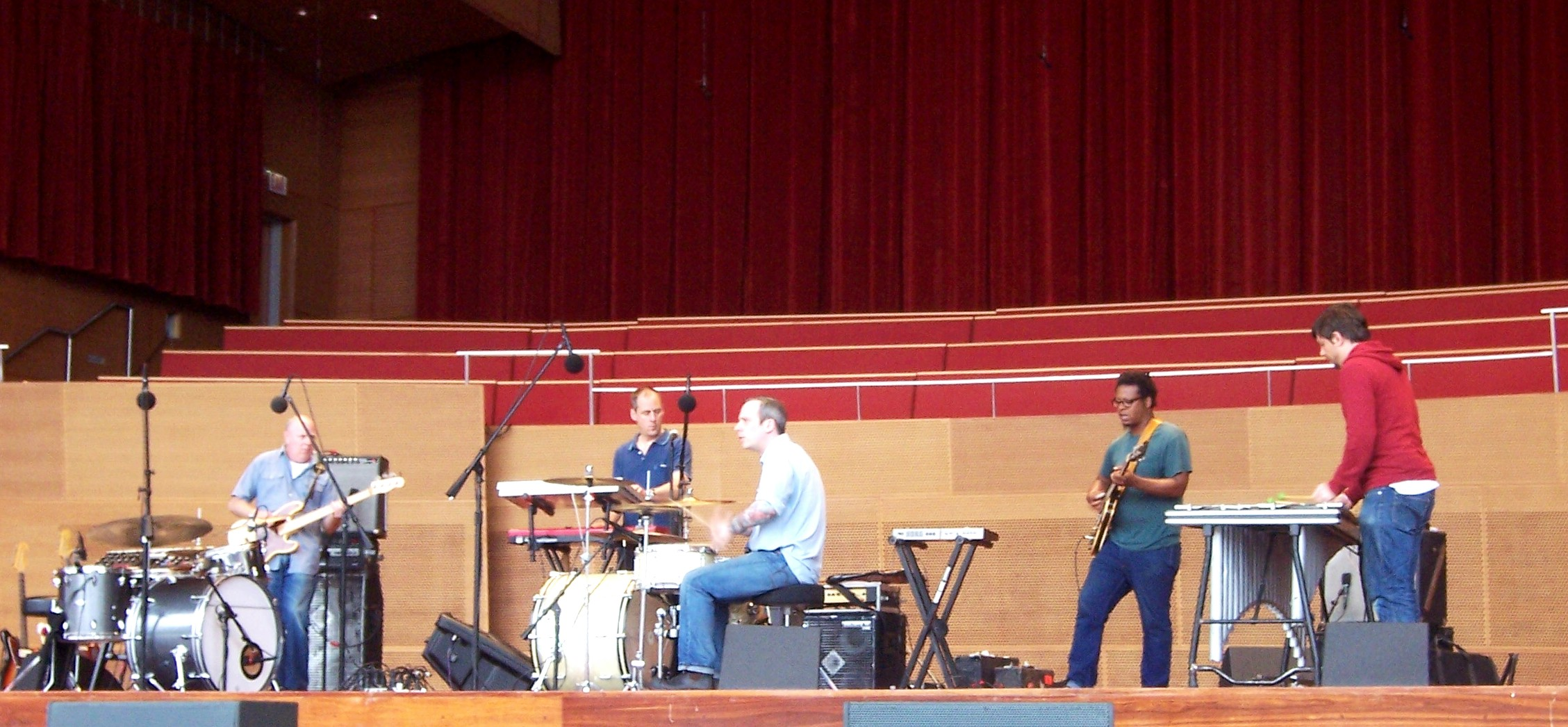
Tortoise in 2008

Tortoise is een Amerikaanse postrockband, actief sinds 1988.
Tortoise werd in 1988 opgericht in Chicago, Illinois door Douglas McCombs en John Herndon. In 1991 kwam John McEntire bij de band. Hij zou de architect van het geluid van de groep worden. Tortoise, tegenwoordig een vijfkoppig ensemble, heeft sinds het midden van de jaren negentig een unieke plaats binnen de Amerikaanse indierock. De groep versmelt krautrock met jazz, dub en klassiek minimalisme en combineert marimba's met een klassiek rockinstrumentarium.
De band neemt zijn tijd voor het opnemen van een album. Tussen de meeste zit twee tot drie jaar. Millions Now Living Will Never Die uit 1996 zorgde voor een doorbraak. Latere albums als TNT en Standards toonden aan dat de band in de richting van freejazz opschoof. In 2006 werkte Tortoise samen met Will Oldham aan het coveralbum The Brave and the Bold.

## Discografie
- Tortoise - cd - 1994
- Rhythms, Resolutions & Clusters - cd - 1995
- Gamera - 12" - 1995
- A Digest Compendium of the Tortoise's World - cd - 1996
- Millions Now Living Will Never Die - cd - 1996
- Remixed - cd - 1996
- TNT - cd - 1998
- In The Fishtank - EP - samenwerking met The Ex - 1999
- Standards - cd - 2001
- It's All Around You - cd - 2004
- The Brave and the Bold - cd - samenwerking met Will Oldham - 2006
- Beacons of Ancestorship - cd - 2009
- The Catastrophist - cd - 2016

## Leden
HUIDIGE BEZETTING
- John McEntire (Gastr del Sol, Bastro) - drum, gitaar, keyboards
- Jeff Parker (Isotope 217) - gitaar, basgitaar
- John Herndon (Isotope 217, The For Carnation) - drum, marimba
- Douglas McCombs (The For Carnation) - basgitaar, gitaar
- Dan Bitney (Isotope 217) - marimba, basgitaar, gitaar

EX-LEDEN
- David Pajo (Slint, Aerial M, The For Carnation) - basgitaar, gitaar
- Bundy K. Brown (Gastr del Sol, Bastro) - basgitaar